# DR P8 Jazz
DR P8 Jazz (Eigenschreibweise DR P8 JAZZ) ist ein öffentlich rechtlicher dänischer Radiosender.
Der Sender spielt schwerpunktmäßig Jazzmusik.
Im Zuge der Reduzierung seines Digitalradioangebotes ging der Sender am 12. September 2011 aus dem Vorgänger DR Jazz hervor.
Im September 2018 gab Danmarks Radio bekannt, dass in den kommenden zwei Jahren massiv Stellen abgebaut und Programme eingestellt werden, dies betrifft in dem Zusammenhang auch P8 JAZZ.
Am 20. September 2019 gab Danmarks Radio bekannt, dass P8 JAZZ – entgegen früheren Angaben – im Jahr 2020 auf jeden Fall weiter sendet.

## Empfang
Das Programm versteht sich als „Digital only“ Angebot und sendet ausschließlich im Web als Stream und landesweit via DAB+.